# Phaonia praedatoria
Phaonia praedatoria este o specie de muște din genul Phaonia, familia Muscidae. A fost descrisă pentru prima dată de John Otterbein Snyder în anul 1957. Conform Catalogue of Life specia Phaonia praedatoria nu are subspecii cunoscute.